# Grace Asantewaa
Grace Asantewaa, née le 5 décembre 2000 au Ghana, est une footballeuse internationale ghanéenne. Elle évolue au poste de milieu de terrain au FC Juárez.

## Biographie
En 2016, Grace Asentawaa inscrit l'unique but de la finale du championnat du Ghana et offre le titre à Ampem Darkoa face aux Hasaacas. Elle est nommée meilleure joueuse de la saison.
En 2019, elle signe en Europe à Logroño. Elle rejoint ensuite le Betis Séville en 2021.
Après deux saisons, elle part au Mexique en 2023 et s'engage avec le FC Juárez.
Grace Asantewaa dispute les coupes du monde U17 en 2016 et U20 en 2018 avec le Ghana. Avec l'équipe du Ghana senior, elle participe à la Coupe d'Afrique des nations féminine 2018.